# Олівер Норвуд
Олівер Норвуд (англ. Oliver Norwood, нар. 12 квітня 1991, Бернлі) — північноірландський футболіст, півзахисник клубу «Стокпорт Каунті».

## Клубна кар'єра
Норвуд почав тренуватися в молодіжній академії «Манчестер Юнайтед» з 7-річного віку. Зіграв вісім матчів за молодіжний склад «Юнайтед» в сезонах 2005/06 і 2006/07, а в липні 2007 року офіційно став гравцем академії «Юнайтед». У сезоні 2007/08 зіграв 22 матчі за молодіжний склад клубу, в яких забив 2 голи. 6 листопада 2007 року дебютував за резервний склад «Юнайтед» у матчі з «Мідлсбро», який завершився перемогою з рахунком 2:1. У наступному сезоні Норвуд провів 28 матчів за молодіжний склад клубу, забивши в них 9 голів, а також зіграв 10 матчів за резервістів. У липні 2009 року підписав професійний контракт з клубом.
У сезоні 2009/10 Норвуд почав регулярно виступати за резервний склад клубу, а також отримав свій перший виклик до основного складу на матч Ліги чемпіонів проти «Вольфсбурга». Він полетів з командою до Німеччини, проте в остаточну заявку на матч включений не був.
На пробившись до основного складу, з 2010 року грав на правах оренди за нижчолігові клуби «Карлайл Юнайтед», «Сканторп Юнайтед» та «Ковентрі Сіті».
Влітку 2012 року підписав контракт з клубом «Гаддерсфілд Таун» з Чемпіоншіпа, де провів два сезони.
До складу «Редінга», що також грав у Чемпіоншіпі, приєднався в серпні 2014 року. Відтоді встиг відіграти за клуб з Редінга 81 матч в національному чемпіонаті.
З 2016 по 2018 виступав у клубах «Брайтон», «Фулгем», «Шеффілд Юнайтед».
2019 року підписав повноцінний контракт з «Шеффілд Юнайтед».

## Виступи за збірні
2007 року провів три матчі у складі юнацької збірної Англії до 17 років, однак потім почав виступати за Північну Ірландію, оскільки його батьки були вихідцями з цієї частини Сполученого Королівства. За юнацьку збірну «зелених» до 19 років Норвуд взяв участь у 3 іграх на юнацькому рівні, відзначившись 3 забитими голами.
2009 року залучався до складу молодіжної збірної Північної Ірландії. На молодіжному рівні зіграв у 6 офіційних матчах, забив 4 голи.
11 серпня 2010 року дебютував в офіційних іграх у складі національної збірної Північної Ірландії в товариському матчі проти збірної Чорногорії, в якому північноірландці програли з рахунком 2:0. Наразі провів у формі головної команди країни 29 матчів.
| Дата       | Місто     | Господарі  | Результат | Гості             | Турнір           | Голи | Примітки |
| ---------- | --------- | ---------- | --------- | ----------------- | ---------------- | ---- | -------- |
| 11/08/2010 | Подгориця | Чорногорія | 2 – 0     | Північна Ірландія | товариський матч | -    |          |
| Усього     |           | Матчів     | 1         |                   | Голів            | 0    |          |